# Denise Nickerson
Pour les articles homonymes, voir Nickerson.
Denise Nickerson est une actrice américaine née le 1er avril 1957 à New York et morte le 10 juillet 2019 à Aurora (État du Colorado).
Elle est surtout connue pour avoir interprété la fâcheuse de chewing-gum Violet Beauregard dans le film Charlie et la Chocolaterie (1971) et pour le rôle d'Amy Jennings dans l'opéra gothique (soap opera) Dark Shadows de 1968 à 1970.

## Biographie
Née en 1957, Denise Nickerson obtient son premier rôle important dès 1968 en interprétant jusqu'en 1970 la petite Amy Jennings dans la série télévisée Dark Shadows. Alors qu'elle n'est âgée que de 13 ans, elle est choisie pour interpréter Violet Beauregard dans Charlie et la Chocolaterie (1971). Ce rôle restera le plus important de sa carrière.
Plus tard, Denise Nickerson a aussi joué Allison, un membre du groupe The Short Circus, pour la deuxième édition de The Electric Company (en), un programme télévisé ludique pour les enfants. Elle a également interprété le rôle de Pamela, la petite amie de Peter Brady dans la série The Brady Bunch.
Denise Nickerson se produisit sur d'autres scènes avant de quitter, en 1993, son métier d'actrice pour poursuivre une carrière d'infirmière.
Elle épouse en 1981 Rick Keller qui décède deux ans plus tard, en 1983. En 1995, elle tombe amoureuse de Mark Willard qu'elle épouse. Ils auront un enfant ensemble qu'ils appelleront Josh. Ils décident de divorcer en 1998,
Elle meurt le 10 juillet 2019 d'une pneumonie qui fait suite à un accident vasculaire cérébral qu'elle avait subi un an plus tôt,,.

## Filmographie

### Cinéma
- 1971 : Willy Wonka & the Chocolate Factory de Mel Stuart : Violet Beauregard
- 1975 : Smile de Michael Ritchie : Shirley Tolstoy

### Télévision
- 1965 : Flipper : Tina
- 1968-1970 : Dark Shadows : Amy Jennings dans 71 épisodes
- 1971 : Search for Tomorrow : Liza Walton Kaslo Sentell Kendall
- 1971 : The Neon Ceiling (en) : Paula Miller
- 1972 : Owen Marshall, Counselor at Law (en) : Ardis Carpenter
- 1972-1973 : The Electric Company (en) : Allison dans 130 épisodes
- 1974 : The Brady Bunch : Pamela
- 1974 : If I Love You, Am I Trapped Forever?
- 1976 : The Dark Side of Innocence : Gabriela Hancock
- 1978 : Zero to Sixty (en) : Larry Wilde

## Apparitions
Dans les années 2000/2010, elle apparaît dans quelques documentaires sur les séries auxquelles elle a participé.